# Leopold Friedrich Fredersdorff
Leopold Friedrich Fredersdorff (* 1737 in Braunschweig; † 16. Juni 1814 ebenda) war ein Verwaltungsjurist im früheren Fürstentum Braunschweig-Wolfenbüttel.

## Leben
Fredersdorff war der Sohn des braunschweigischen Regierungsrats Gottfried Christian Fredersdorff († 26. April 1759 in Blankenburg (Harz)) und ab 1764 Justizamtmann beim Stiftsamt Walkenried. 1777 wechselte er als Oberpolizeikommissar und dirigierender Syndicus in Polizeisachen zum Braunschweiger Magistrat, wurde 1780 zum Justizrat und Polizeidirektor befördert und 1794 als Kammerdirektor nach Blankenburg versetzt. In der westphälischen Regierungsperiode wurde er Oberbergmeister, später Berghauptmann in Clausthal und erhielt 1811 den Orden der Westphälischen Krone. Nach Herstellung des Herzogtums Braunschweig wurde er 1814 wieder als Kammerdirektor in Braunschweig angestellt, starb aber noch im selben Jahr mit 77 Jahren.

## Werke
- Anweisung für angehende Justizbeamte und Unterrichter, 3 Bde. 1772–74
- Promtuarium der Fürstlich Braunschweig-Wolfenbüttel’schen Landesverordnungen in einem wesentlichen Auszuge, 6 Bde., 1785–97 (fortgesetzt und ergänzt 1816 durch Küchendahl und 1828 durch Bege, neu bearbeitet 1838–39 durch Steinacker)
- System des Rechts der Natur auf bürgerliche Gesellschaften, Gesetzgebung und das Völkerrecht angewendet, 1790
- Juristische Anleitung zu Veranschlagung der Domainen und anderer Landgüter, 1798
- Praktische Anleitung zur Landpolizei aus allgemeinen Grundsätzen, mit Hinweisung auf die Braunschweig-Wolfenbüttel’schen Landesgesetze, 1800.